# Karina Sævik
Karina Sævik, née le 24 mars 1996, est une footballeuse internationale norvégienne, qui joue au poste de milieu offensive ou d'ailière à Vålerenga.

## Biographie

### Parcours en club
Le 5 août 2019, Karina Sævik quitte Kolbotn IL et s'engage jusqu'en 2021 avec le Paris Saint-Germain.
Elle quitte le PSG pour Wolfsburg le 16 septembre 2020.
Elle quitte le Wolfsburg pour s'engager avec le club norvégien de l'Avaldsnes IL. 

### Parcours en équipe nationale
Après avoir écumé les différentes sélections de jeunes, Karina Sævik reçoit sa première sélection en équipe nationale A le 27 février 2019 face au Danemark (victoire 2-1). Elle marque son premier but lors de sa seconde sélection, le 6 mars 2019, face à la Pologne (victoire 3-0).
Le 2 mai 2019, elle est appelée pour disputer la Coupe du monde 2019 organisée en France.